# مارك إيزيلن
مارك إيزيلن هو متزلج على الثلوج سويسري، ولد في 29 أبريل 1980.

## وصلات خارجية
- مارك إيزيلن على موقع الاتحاد الدولي للتزلج (ركوب لوح الثلج) (الإنجليزية)
- مارك إيزيلن على موقع أوليمبيديا (الإنجليزية)